# Alois Hába
Alois Hába (Vizovice, 21 giugno 1893 – Praga, 18 novembre 1973) è stato un compositore ceco.

## Biografia
Di origini contadine, fu allievo di Vítězslav Novák ed entrò in contatto con l'ambiente dell'Espressionismo viennese.
Nel 1923 il Conservatorio di Praga gli propose un contratto come insegnante e come studioso dell'intervallistica infracromatica. Difatti Hába, sin dalle prime sue opere affrontò la ricerca del superamento della tonalità, utilizzando come materiale musicale spunti estratti dal folklore moldavo.
Grazie all'interessamento di una nota casa produttrice di pianoforti, contribuì alla realizzazione di un pianoforte a quarti di tono, inserendo tasti bruni fra i neri.
Nel 1927 redasse un trattato di armonia, polemizzando nei confronti di alcune tendenze moderne proposte da Schönberg e fondò a Praga un Istituto Musicale.
Tra le sue opere più celebri si ricordano Madre (1931), La nuova terra (1935) e La cantata per la pace (1948).